# Eciton mexicanum
Eciton mexicanum é uma espécie de formiga do gênero Eciton.